# 桜木心菜
桜木 心菜（さくらぎ ここな、2005年9月14日 - ）は、日本のアイドル、歌手、モデルであり、私立恵比寿中学のメンバー。
茨城県出身。スターダストプロモーション所属。

## 略歴
- 2018年8月29日、男女混合ダンス＆ボーカルグループ「DAN⇄JYO」の結成メンバーとなる。
- 2020年12月31日、DAN⇄JYOが活動終了。
- 2021年、私立恵比寿中学新メンバーオーディションに参加、最終審査へ進む（ココナ として）[2][3][4]。
- 2021年5月5日、オーディションの結果、私立恵比寿中学の新メンバーとなる[5][6]。
- 2021年6月5日、Instagram個人アカウントを開設[7]。
- 2022年1月8日、TikTok個人アカウントを開設[8]。
- 2022年9月16日、初の生誕ソロライブ「桜木NightProm〜new open〜」を恵比寿ザ・ガーデンホールにて開催[9][10][11][12]。
- 2023年4月13日発売の『週刊ヤングジャンプ』20号（集英社）で初表紙、巻頭グラビアに掲載[13]。
- 2023年9月25日、生誕ソロライブ「桜木NightProm〜2nd night〜」をKT Zepp Yokohamaにて開催[14]。
- 2024年1月24日、1st写真集『edén〜ここなの時間〜』（集英社）を発売。
- 2024年9月17日、生誕ソロライブ「桜木NightProm〜3rd night〜」をZepp Shinjuku（TOKYO）にて開催[15]。

## 人物・エピソード
- 趣味は韓国語の勉強、ラップを聞くこと。特技はジャズダンス、柔軟、I字バランス[16]、C字バランス[1]。
- エビ中メンバーでは数少ない左利きである[11]。
- 好きな食べ物は生牡蠣、お肉、辛いもの[17]。
- 英語表記はCocona Sakuragi[18][注 1]

### 私立恵比寿中学関連
- 出席番号は13番、メンバーカラーは赤。
- 私立恵比寿中学の新メンバーとなり、「合宿審査から今日まで不安とドキドキと楽しみでいっぱいでした。でも今日エビ中のメンバーに会ってたっくさん話しかけてくれて面白くて優しくて全部の不安が吹っ飛んだ気がしました！！でもやっぱりファミリーのみなさんがどういう反応をするのかとか色々考えて緊張しました。でもこの3人が新メンバーで良かったって思われるように頑張ります！」とコメントした[19][20][21]。
- グループ加入時には既に高校生であったため、私立恵比寿中学の歴代メンバーの中で唯一現役中学生時代にグループに在籍(リア中)していない。(元メンバーも含め、他のメンバーは現役中学生時にグループに在籍しており、「リア中」を経験している。)
- オーディションの合格連絡を「連絡が来た時は、うれしさと驚きで涙がボロボロと出ました。家族と焼き肉に行ったんですが、（涙で）全然味がしませんでした。」と振り返り、「曲の雰囲気に合うような格好いいダンスをしたい。そして歌をいっぱい練習したいです。」「この3人が新メンバーで良かったって思われるように頑張ります！」[22]「合宿審査で戦ってきた子たちの思いを胸に一生懸命頑張ります」と意気込んだ[23][24]。
- 2次審査ではダイナミックなジャズダンスを披露した[25]。
- 最終審査はオレンジチーム[26][27]。歌唱力審査では「生きていたんだよな」（あいみょん）を歌唱した[28]。
- 私立恵比寿中学のメンバー、及びスターダスト所属のアイドルとしては珍しく水着グラビアに対して積極的である。

## 出演

### テレビ
- 超無敵クラス（2023年4月2日、日本テレビ）[29]
- 有吉のお金発見 突撃!カネオくん（2024年12月21日[30][注 2][31][32]、NHK総合）
- 猫のひたいほどワイド（2025年1月29日、テレビ神奈川）

### インターネット配信／動画
- 川上アキラの人のふんどしでひとりふんどし（2022年10月24日、テレ朝動画）
- 第1回スタコミュAWARD 〜初の栄冠は誰の手に！？〜（2023年3月6日、ABEMA）
- 柚姫の部屋（2023年3月6日、YouTube）

### ミュージックビデオ
- ロイ-RöE-「VIOLATION*」（2019年5月22日公開、YouTube）[33][34]
- ロイ-RöE-「ひみつのアッコちゃん covered by ロイ-RöE-」（2019年10月26日公開、YouTube）[35][36]

### 舞台
- アヴニール夢見が丘2025〜とあるアパートの面白い物語〜（2025年1月9日 - 13日、赤坂RED/THEATER）- えみこ役[37]

### イベント
- 第5回 ももいろ歌合戦（2021年12月31日、日本武道館） - 最強アイドルメドレー2021に出演

### その他
- WEBエッセイ「後輩から先輩に変化した夜」（2022年12月22日、logirl ブログ）
  - エッセイアンソロジー「Night Piece〜忘れられない一夜〜」の一環として
- New Balance「#MyBuddy996」（2023年3月10日公開）- モデル（イメージキャラクター）

## 書籍

### 雑誌
- B.L.T.（2021年7月号[注 3][38]、2022年10月号、東京ニュース通信社）
- BUBKA（2021年7月号、11月号、白夜書房）
- UTB（2021年8月号[注 4]、2023年12月号[注 5]、2024年4月号、ワニブックス）
- 月刊エンタメ（2021年8月号[39]、徳間書店）
- Top Yell Neo 2022 Spring[注 4]（竹書房）
- B.L.T. SUMMER CANDY 2022（東京ニュース通信社）
- 週刊ヤングジャンプ（2022年9月22日[40]、12月8日、2023年4月13日、2024年1月25日、集英社）
  - 23年4月と24年1月では表紙＆巻頭グラビア
- LARME（2023年冬号、2023年春号、徳間書店）
- 増刊ヤングジャンプヒロイン３（集英社）
- グラビアザテレビジョン vol.64（KADOKAWA）
- 週間プレイボーイ（2024年2月19日、9月2日、2025年7月28日、集英社）
- EX大衆（2024年7月号、双葉社）
- 月刊わんこ（vol.17、ジェイロック）
- ヤングチャンピオン烈（2025年No.8、No.10、秋田書店）- 25年No.10では表紙＆巻頭グラビア

### 写真集
- edén〜ここなの時間〜（2024年1月24日、集英社）[41]

#### デジタル写真集
- Anytime Cocotime（2022年9月22日、集英社、YJ PHOTOBOOK）
- POP ICON of next generation（2022年12月8日、集英社、YJ PHOTOBOOK）
- マインドカラフル（2023年4月13日、集英社、YJ PHOTOBOOK）
- TOO MUCH SUMMER!!!（2024年9月2日、集英社、週プレ PHOTOBOOK）
- Speed up（2025年7月28日、集英社、週プレ PHOTOBOOK）